# Galateabrunnen
Als Galateabrunnen sind Brunnen, die nach der Meeresnymphe Galateia benannt und mit einer entsprechenden Brunnenfigur ausgestattet sind.

## Bekannte Galateabrunnen
| Name           | Ort                                   | Land        | Baujahr                             | Baumeister                | Bild |
| -------------- | ------------------------------------- | ----------- | ----------------------------------- | ------------------------- | ---- |
| Galateabrunnen | Biebrich                              | Deutschland | 1871, 1907 aufgestellt              | Karl Friedrich Moest      |      |
| Galateabrunnen | Karlsruhe, Erbgroßherzogliches Palais | Deutschland | 1871–1872, seit 1954 vor dem Palais | Karl Friedrich Moest      |      |
| Galateabrunnen | Klosterneuburg, Privatgarten          | Österreich  | 1873?                               | Karl Friedrich Moest      |      |
| Galateabrunnen | Schwetzingen, Schloss Schwetzingen    | Deutschland | 1715                                | Gabriel de Grupello       |      |
| Galateabrunnen | Stuttgart                             | Deutschland | 1890                                | Otto Rieth und Paul Stotz |      |
| Galateabrunnen | Lainate, Villa Litta                  | Italien     | 1785                                | Donato Carabelli          |      |

## Galatea und Acis
Der Fontaine Médicis im Pariser Jardin du Luxembourg wurde zwar 1620 durch Salomon de Brosse gestaltet, aber erst 1866 mit Statuen von Auguste Ottin versehen. Dieser Brunnen ist zwar kein Galateabrunnen im strengen Sinn, jedoch einer der bekanntesten, bei dem die Nymphe Galatea als eine zentrale Brunnenfigur erscheint.